# Canale Vacchelli

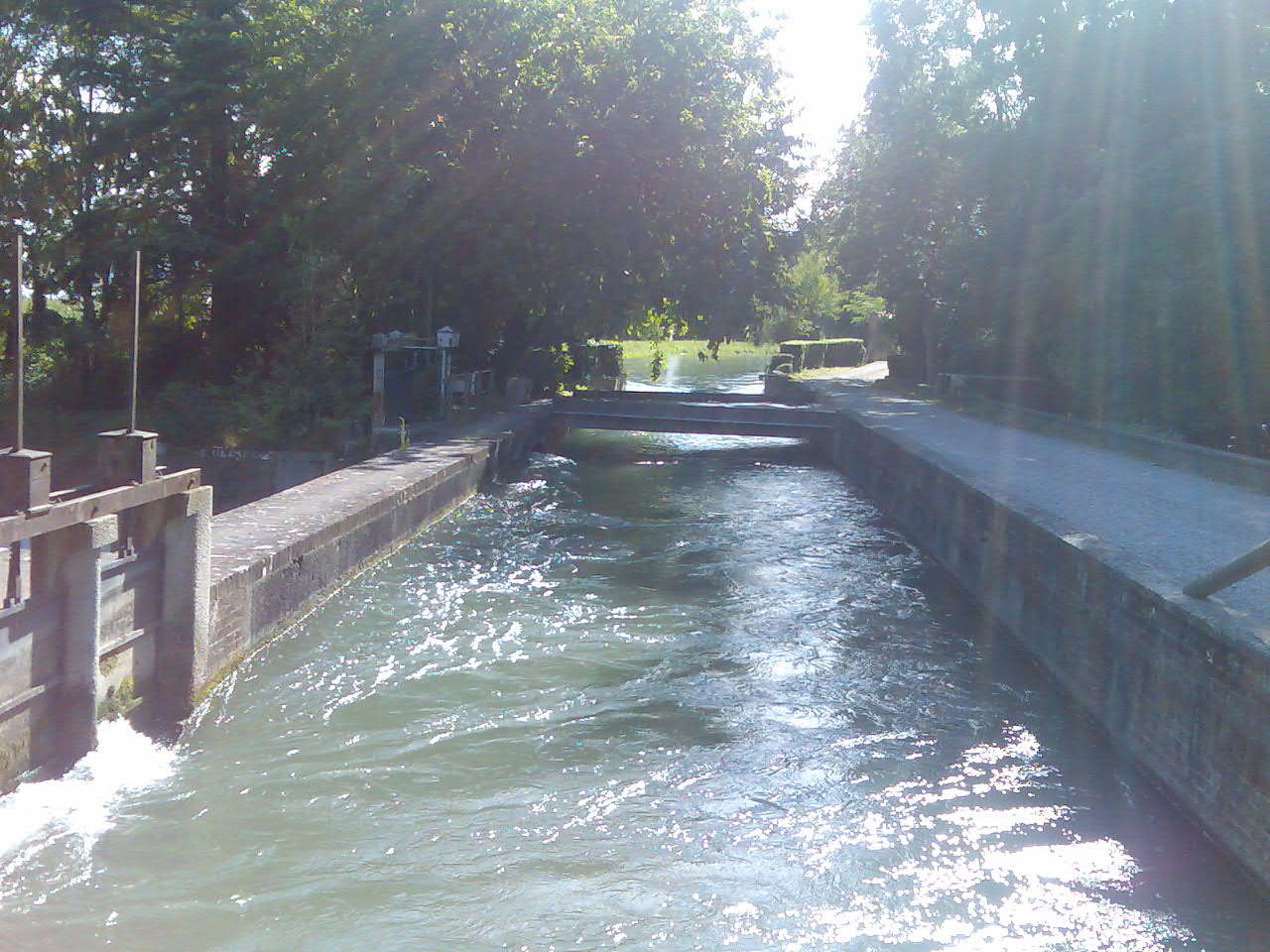
Il tratto finale del canale Vacchelli alle Tombe Morte di Genivolta

Il canale Vacchelli (altresì detto canale Marzano, in lombardo Canal Marsà) è un canale irriguo della provincia di Cremona.
Fortemente voluto dal senatore cremonese Pietro Vacchelli, dal quale prese il nome, venne realizzato tra il 1887 ed il 1892 dal Consorzio irrigazioni cremonesi.
Il canale è lungo 35 chilometri; la sua portata è di 38,5 metri cubi di acqua al secondo e consente l'irrigazione di un'area di ottantamila ettari.

## Idrografia
Il Vacchelli deriva dall'Adda in località Marzano-Bocchi, nel comune di Merlino (in provincia di Lodi), ove si utilizza una chiusa del fiume per convogliare le acque nel canale, presso la morta del Bocchi che dà il nome alla località. Attraversa quindi la pianura cremasca con andamento nord ovest-sud est passando per Spino d'Adda, Pandino, Palazzo Pignano, Vaiano Cremasco e Trescore Cremasco, per poi giungere a Crema di cui attraversa, pensile, la periferia settentrionale; interessante il sifone per mezzo del quale il Vacchelli passa sotto il viale di Santa Maria della Croce. Scavalca il fiume Serio mediante un ardito ponte e quindi prosegue verso Salvirola. Qui il suo corso si divide: un braccio va a confluire nel Naviglio di Cremona, mentre il ramo principale prosegue verso sud ovest terminando alle Tombe Morte, importante nodo idraulico, ove le sue acque vanno a miscelarsi con quelle del già citato naviglio di Cremona e del naviglio Grande Pallavicino che qui si incontrano.

## Situazione ambientale
Il percorso del Vacchelli è quasi interamente rettilineo e le poche curve sono diventate zone caratteristiche. Grazie alla scelta del Consorzio irrigazioni cremonesi di limitare al minimo gli scarichi fognari che entrano nel canale, la acque hanno conservato una buona qualità e sono ricche di fauna ittica pregiata: trote marmorate, temoli (alcuni dei quali addirittura nidificano nel Vacchelli), cavedani, carpe e rarissimi lucci italiani. Il canale è difatti mèta di alcuni recuperi volti alla conservazione delle specie ittiche autoctone.
Le sue sponde sono meta di escursioni e gite: in particolare è possibile percorrerli in bicicletta, lungo una delle due strade alzaie, trasformata in pista ciclabile con fondo in terra battuta che, essendo percorso anche da carri agricoli, s'è velocemente deteriorato, pur mantenendo una sufficiente percorribilità.